# Christfried Ganander
Cristfried Ganander (21 novembre de 1741, Haapajärvi - 17 febrer de 1790 a Rantsila) fou un compilador finès, un sacerdot i un lexicògraf del segle xviii. La seva obra més important és el primer diccionari finès que no va ser publicat. Va compilar el folklore finlandès abans que Elias Lönnrot. La seva obra més famosa és Mythologia Fennica (1789), una referència a la mitologia de Finlàndia. També va publicar una mica de poesia i va ser també mestre.